# فهرست جایزه‌ها و نامزدی‌های لی سونگ گی
لی سونگ گی (به کره‌ای: 이승기، زادهٔ ۱۳ ژانویه ۱۹۸۷) خواننده، بازیگر، میزبان و سرگرم‌کننده اهل کره جنوبی است. این فهرستی از جایزه‌ها و نامزدی‌های دریافت شده توسط لی سونگ گی است.

## جوایز و نامزدی‌ها

### جوایز موسیقی
| مراسم جوایز                           | سال  | دسته                                        | نامزد / اثر                        | نتیجه | منبع   |
| ------------------------------------- | ---- | ------------------------------------------- | ---------------------------------- | ----- | ------ |
| جشنواره آهنگ آسیا                     | ۲۰۱۱ | جایزه بهترین خوانندهٔ آسیا به نمایندگی کره   | لی سونگ-گی                         | برنده | [ ۲ ]  |
| جایزه وفاداری مشتری با برند           | ۲۰۲۱ | بهترین وکال مرد                             | لی سونگ-گی                         | برنده | [ ۳ ]  |
| جوایز کی-پاپ جدول گائون               | ۲۰۱۲ | جایزه خوانندهٔ سال (#۱ در اکتبر ۲۰۱۱)        | ترانه – Time for Love              | برنده | [ ۴ ]  |
| جوایز کی-پاپ جدول گائون               | ۲۰۱۳ | جایزه خوانندهٔ سال (#۱ در دسامبر ۲۰۱۲)       | ترانه – Return                     | برنده | [ ۵ ]  |
| جوایز گلدن دیسک                       | ۲۰۰۹ | جایزه بونسانگ تک‌آهنگ دیجیتال                | ترانه – Will You Marry Me          | برنده | [ ۶ ]  |
| جوایز گلدن دیسک                       | ۲۰۱۰ | جایزه بونسانگ تک‌آهنگ دیجیتال                | ترانه – Love Taught Me To Drink    | برنده | [ ۷ ]  |
| جوایز گلدن دیسک                       | ۲۰۲۰ | جایزه بهترین بالاد                          | لی سونگ-گی                         | برنده | [ ۸ ]  |
| Korea Best Dresser Awards             | ۲۰۰۶ | جایزه خواننده                               | لی سونگ-گی                         | برنده | [ ۹ ]  |
| جوایز هنرهای سرگرمی کره               | ۲۰۰۸ | بهترین خواننده مرد (بالاد)                  | لی سونگ-گی                         | برنده | [ ۱۰ ] |
| جشنواره موسیقی ۱۰ خواننده برتر ام‌بی‌سی | ۲۰۰۴ | بهترین تازه‌کار                              | ترانه – Because You're My Girl     | برنده | [ ۱۱ ] |
| جوایز سرگرمی ام‌بی‌سی                   | ۲۰۰۴ | جایزه خواننده ویژه                          | ترانه – Because You're My Girl     | برنده | [ ۱۲ ] |
| جوایز موسیقی ملون                     | ۲۰۱۰ | جایزه ۱۰ هنرمند برتر                        | ترانه – Losing My Mind             | برنده | [ ۱۳ ] |
| جوایز موسیقی ملون                     | ۲۰۱۰ | جایزه اواس‌تی ویژه دوست‌دختر من یک گومیهو است | ترانه – Losing My Mind             | برنده | [ ۱۴ ] |
| جوایز موسیقی آسیایی ام‌نت              | ۲۰۱۳ | بهترین اجرای وکال – مرد                     | ترانه – Return                     | برنده | [ ۱۵ ] |
| جشنواره موسیقی ام.نت کی‌ام             | ۲۰۰۴ | بهترین هنرمند تازه‌کار مرد                   | ترانه – Because You're My Girl     | برنده | [ ۱۶ ] |
| جشنواره موسیقی ام.نت کی‌ام             | ۲۰۰۶ | بهترین اجرای بالاد                          | ترانه – Words That Are Hard To Say | برنده | [ ۱۷ ] |
| جشنواره موسیقی ام.نت کی‌ام             | ۲۰۰۷ | بهترین هنرمند مرد                           | ترانه – White Lie                  | برنده | [ ۱۸ ] |
| جوایز موسیقی اس‌بی‌اس                   | ۲۰۰۴ | بهترین تازه‌کار                              | ترانه – Because You're My Girl     | برنده | [ ۱۹ ] |
| جوایز موسیقی اس‌بی‌اس                   | ۲۰۰۵ | جایزه بونسانگ                               | ترانه – Words That Are Hard To Say | برنده | [ ۲۰ ] |
| جوایز موسیقی سئول                     | ۲۰۰۴ | بهترین تازه‌کار                              | ترانه – Because You're My Girl     | برنده | [ ۲۱ ] |
| جوایز موسیقی سئول                     | ۲۰۱۲ | جایزه محبوبیت                               | ترانه – Aren't We Friends          | برنده | [ ۲۲ ] |
| جوایز موسیقی سئول                     | ۲۰۱۲ | جایزه بونسانگ                               | ترانه – Aren't We Friends          | برنده | [ ۲۲ ] |
| جوایز موسیقی سئول                     | ۲۰۱۳ | جایزه محبوبیت                               | ترانه – Return                     | برنده | [ ۲۳ ] |
| جوایز موسیقی سئول                     | ۲۰۱۳ | جایزه بونسانگ                               | ترانه – Return                     | برنده | [ ۲۳ ] |

### جوایز برنامه‌های موسیقی

#### جایزهٔ آهنگ موتیزن اینکیگایو اس‌بی‌اس
| سال  | تاریخ      | ترانه                                                  | نتیجه | منبع   |
| ---- | ---------- | ------------------------------------------------------ | ----- | ------ |
| ۲۰۰۴ | ۲۲ اوت     | «چون تو خانم منی» (Because You're My Girl)             | برنده |        |
| ۲۰۰۶ | ۲ آوریل    | «کلماتی که گفتنش سخت است» (Words that are Hard to Say) | برنده |        |
| ۲۰۰۶ | ۱ اکتبر    | «لطفاً» (Please)                                        | برنده | [ ۲۴ ] |
| ۲۰۰۷ | ۱۶ سپتامبر | «دروغ مصلحتی» (White Lie)                              | برنده | [ ۲۵ ] |
| ۲۰۰۹ | ۴ اکتبر    | «بیا بهم بزنیم» (Let's Break Up)                       | برنده |        |
| ۲۰۰۹ | ۱۱ اکتبر   | «بیا بهم بزنیم» (Let's Break Up)                       | برنده |        |
| ۲۰۱۱ | ۲۰ نوامبر  | «ما دوست نیستیم؟» (Aren't We Friends)                  | برنده | [ ۲۶ ] |

#### بانک موسیقی کی‌بی‌اس
| سال  | تاریخ     | ترانه                                                      | نتیجه | منبع   |
| ---- | --------- | ---------------------------------------------------------- | ----- | ------ |
| ۲۰۰۴ | ۲۷ اوت    | «چون تو خانم منی» (Because You're My Girl)                 | برنده |        |
| ۲۰۰۶ | ۳۱ مارس   | «کلماتی که گفتنش سخت است» (Words that are Hard to Say)     | برنده |        |
| ۲۰۰۶ | ۱۰ نوامبر | «لطفاً» (Please)                                            | برنده |        |
| ۲۰۰۸ | ۲۵ آوریل  | «همه چیزم را به تو خواهم داد» (I Will Give You Everything) | برنده | [ ۲۷ ] |
| ۲۰۱۲ | ۷ دسامبر  | «بازگشت» (Return)                                          | برنده | [ ۲۸ ] |

#### ام کانت‌داون
| سال  | تاریخ      | ترانه                                                       | نتیجه | منبع   |
| ---- | ---------- | ----------------------------------------------------------- | ----- | ------ |
| ۲۰۰۶ | ۲ مارس     | «کلماتی که گفتنش سخت است» (Words that are Hard to Say)      | برنده |        |
| ۲۰۰۶ | ۳۰ مارس    | «کلماتی که گفتنش سخت است» (Words that are Hard to Say)      | برنده |        |
| ۲۰۰۶ | ۲۸ سپتامبر | «لطفاً» (Please)                                             | برنده | [ ۲۹ ] |
| ۲۰۰۶ | ۱۲ اکتبر   | «لطفاً» (Please)                                             | برنده | [ ۲۹ ] |
| ۲۰۰۷ | ۱۳ سپتامبر | «دروغ مصلحتی» (White Lie)                                   | برنده |        |
| ۲۰۰۸ | ۲۴ آوریل   | «همه چیزم را به تو خواهم داد» (I’ll Give You My Everything) | برنده | [ ۳۰ ] |
| ۲۰۱۲ | ۲۹ نوامبر  | «بازگشت» (Return)                                           | برنده | [ ۳۱ ] |
| ۲۰۱۲ | ۶ دسامبر   | «بازگشت» (Return)                                           | برنده | [ ۳۱ ] |
| ۲۰۱۲ | ۱۳ دسامبر  | «بازگشت» (Return)                                           | برنده | [ ۳۱ ] |

### جوایز فیلم و تلویزیون
| مراسم جوایز                     | سال  | دسته                                        | نامزد / اثر                                            | نتیجه    | منبع                        |
| ------------------------------- | ---- | ------------------------------------------- | ------------------------------------------------------ | -------- | --------------------------- |
| جوایز ستارگان ای‌پی‌ای‌ان          | ۲۰۱۳ | جایزه برتر بازیگر نقش اول مرد               | کتاب خانواده گو                                        | نامزدشده |                             |
| جوایز ستارگان ای‌پی‌ای‌ان          | ۲۰۲۱ | جایزه ستاره محبوب، بازیگر مرد               | بی‌خانمان                                               | نامزدشده | [ ۳۲ ]                      |
| جوایز آرتیست آسیا               | ۲۰۱۷ | Best Welcome Award                          | لی سونگ-گی                                             | برنده    | [ ۳۳ ]                      |
| جوایز آرتیست آسیا               | ۲۰۱۸ | جایزه هنرمند سال                            | لی سونگ-گی                                             | برنده    | [ ۳۴ ]                      |
| جوایز آرتیست آسیا               | ۲۰۱۸ | بیشترین محبوبیت                             | لی سونگ-گی                                             | برنده    | [ ۳۴ ]                      |
| جوایز آرتیست آسیا               | ۲۰۲۱ | جایزه بزرگ (دسانگ) (دسته‌بندی تلویزیون)      | موش                                                    | برنده    | [ ۳۵ ] [ ۳۶ ]               |
| جوایز تلویزیونی رنگین‌کمان آسیا  | ۲۰۱۴ | بازیگر نقش اول مرد برجسته                   | کتاب خانواده گو                                        | برنده    | [ ۳۷ ]                      |
| جوایز هنری بکسانگ               | ۲۰۱۰ | بهترین بازیگر تازه‌کار مرد – تلویزیون        | میراث درخشان                                           | نامزدشده |                             |
| جوایز هنری بکسانگ               | ۲۰۱۰ | محبوب‌ترین بازیگر مرد                        | میراث درخشان                                           | برنده    | [ ۳۸ ]                      |
| جوایز هنری بکسانگ               | ۲۰۱۴ | محبوب‌ترین بازیگر مرد                        | کتاب خانواده گو                                        | نامزدشده |                             |
| جوایز هنری بکسانگ               | ۲۰۲۱ | بهترین مجری ورایتی مرد                      | استاد در خانه، دوباره بخوان، باستد!                    | برنده    | [ ۳۹ ] [ ۴۰ ]               |
| جوایز سرگرمی کی‌بی‌اس             | ۲۰۰۸ | جایزه محبوبیت                               | ۲ روز و ۱ شب                                           | برنده    | [ ۴۱ ]                      |
| جوایز سرگرمی کی‌بی‌اس             | ۲۰۱۰ | ۲ روز و ۱ شب (بخش شو/سرگرمی)                | ۲ روز و ۱ شب                                           | برنده    | [ ۴۲ ]                      |
| جوایز سرگرمی کی‌بی‌اس             | ۲۰۱۱ | جایزه بزرگ (دسانگ) (همراه تیم ۲ روز و ۱ شب) | ۲ روز و ۱ شب                                           | برنده    | [ ۴۳ ]                      |
| جوایز درامای کره                | ۲۰۱۳ | برترین بازیگر نقش اول مرد                   | کتاب خانواده گو                                        | نامزدشده |                             |
| جوایز درامای کره                | ۲۰۱۴ | برترین بازیگر نقش اول مرد                   | همگی محاصره شده‌اید                                     | نامزدشده |                             |
| جوایز انجمن بازیگران فیلم کره‌ای | ۲۰۱۵ | جایزه محبوبیت                               | پیش‌بینی عشق                                            | برنده    | [ ۴۴ ]                      |
| جوایز درامای ام‌بی‌سی             | ۲۰۱۲ | برترین بازیگر نقش اول مرد در یک مینی‌سریال   | پادشاه دو دل                                           | نامزدشده |                             |
| جوایز درامای ام‌بی‌سی             | ۲۰۱۲ | جایزه بهترین زوج                            | لی سونگ-گی (همراه ها جی‌وون) پادشاه دو دل               | نامزدشده |                             |
| جوایز درامای ام‌بی‌سی             | ۲۰۱۳ | کتاب خانواده گو                             | کتاب خانواده گو                                        | برنده    | [ ۴۵ ]                      |
| جوایز درامای ام‌بی‌سی             | ۲۰۱۳ | جایزه محبوبیت                               | کتاب خانواده گو                                        | برنده    | [ ۴۵ ]                      |
| جوایز درامای ام‌بی‌سی             | ۲۰۱۳ | جایزه بهترین زوج                            | لی سونگ-گی (همراه سوزی) کتاب خانواده گو                | برنده    | [ ۴۵ ]                      |
| جوایز برگزیده ۲۰ ام‌نت           | ۲۰۰۹ | ستاره مرد هات دراما                         | میراث درخشان                                           | برنده    | [ ۴۶ ]                      |
| جوایز برگزیده ۲۰ ام‌نت           | ۲۰۱۲ | بازیگر مرد ۲۰ درام                          | پادشاه دو دل                                           | نامزدشده |                             |
| جوایز برگزیده ۲۰ ام‌نت           | ۲۰۱۳ | ستاره ۲۰ درام – بازیگر مرد                  | کتاب خانواده گو                                        | نامزدشده |                             |
| جوایز درامای اس‌بی‌اس             | ۲۰۰۹ | برتری در بازیگری (درام برنامه‌ریزی ویژه)     | میراث درخشان                                           | برنده    | [ ۴۷ ]                      |
| جوایز درامای اس‌بی‌اس             | ۲۰۰۹ | جایزه ۱۰ ستاره برتر                         | میراث درخشان                                           | برنده    | [ ۴۷ ]                      |
| جوایز درامای اس‌بی‌اس             | ۲۰۰۹ | جایزه بهترین زوج                            | لی سونگ-گی (همراه هان هیو جو) میراث درخشان             | برنده    | [ ۴۷ ]                      |
| جوایز درامای اس‌بی‌اس             | ۲۰۱۰ | برتری در بازیگری (درام ویژه)                | دوست‌دختر من یک گومیهو است                              | برنده    | [ ۴۸ ]                      |
| جوایز درامای اس‌بی‌اس             | ۲۰۱۰ | جایزه ۱۰ ستاره برتر                         | دوست‌دختر من یک گومیهو است                              | برنده    | [ ۴۸ ]                      |
| جوایز درامای اس‌بی‌اس             | ۲۰۱۰ | بهترین زوج                                  | لی سونگ-گی (همراه شین مین آ) دوست‌دختر من یک گومیهو است | برنده    | [ ۴۸ ]                      |
| جوایز درامای اس‌بی‌اس             | ۲۰۱۴ | برترین بازیگر نقش اول مرد در یک درام ویژه   | همگی محاصره شده‌اید                                     | نامزدشده |                             |
| جوایز درامای اس‌بی‌اس             | ۲۰۱۴ | جایزه محبوبیت نتیزن                         | همگی محاصره شده‌اید                                     | نامزدشده |                             |
| جوایز درامای اس‌بی‌اس             | ۲۰۱۴ | جایزه بهترین زوج                            | لی سونگ-گی (همراه گو آرا) همگی محاصره شده‌اید           | نامزدشده |                             |
| جوایز درامای اس‌بی‌اس             | ۲۰۱۹ | جایزه بزرگ (دسانگ)                          | بی‌خانمان                                               | نامزدشده | [ ۴۹ ] [ ۵۰ ] [ ۵۱ ] [ ۵۲ ] |
| جوایز درامای اس‌بی‌اس             | ۲۰۱۹ | جایزه تهیه‌کننده                             | بی‌خانمان                                               | نامزدشده | [ ۴۹ ] [ ۵۰ ] [ ۵۱ ] [ ۵۲ ] |
| جوایز درامای اس‌بی‌اس             | ۲۰۱۹ | جایزه برترین بازیگری در یک مینی‌سریال (مرد)  | بی‌خانمان                                               | برنده    | [ ۴۹ ] [ ۵۰ ] [ ۵۱ ] [ ۵۲ ] |
| جوایز درامای اس‌بی‌اس             | ۲۰۱۹ | بهترین زوج                                  | لی سونگ-گی (همراه سوزی) بی‌خانمان                       | برنده    | [ ۴۹ ] [ ۵۰ ] [ ۵۱ ] [ ۵۲ ] |
| جوایز سرگرمی اس‌بی‌اس             | ۲۰۰۹ | جایزه محبوبیت نتیزن‌ها                       | قلب قوی                                                | برنده    | [ ۵۳ ]                      |
| جوایز سرگرمی اس‌بی‌اس             | ۲۰۱۰ | جایزه محبوبیت نتیزن‌ها                       | قلب قوی                                                | برنده    | [ ۵۴ ]                      |
| جوایز سرگرمی اس‌بی‌اس             | ۲۰۱۰ | جایزه برترین مجری                           | قلب قوی                                                | برنده    | [ ۵۴ ]                      |
| جوایز سرگرمی اس‌بی‌اس             | ۲۰۱۰ | جایزه بزرگ (دسانگ)                          | قلب قوی                                                | نامزدشده | [ ۵۴ ]                      |
| جوایز سرگرمی اس‌بی‌اس             | ۲۰۱۱ | جایزه محبوبیت نتیزن‌ها                       | قلب قوی                                                | برنده    | [ ۵۵ ]                      |
| جوایز سرگرمی اس‌بی‌اس             | ۲۰۱۱ | جایزه برترین مجری (بخش تاک شو)              | قلب قوی                                                | برنده    | [ ۵۵ ]                      |
| جوایز سرگرمی اس‌بی‌اس             | ۲۰۱۱ | جایزه بزرگ (دسانگ)                          | قلب قوی                                                | نامزدشده | [ ۵۵ ]                      |
| جوایز سرگرمی اس‌بی‌اس             | ۲۰۱۸ | جایزه بزرگ (دسانگ)                          | استاد در خانه                                          | برنده    | [ ۵۶ ]                      |
| جوایز سرگرمی اس‌بی‌اس             | ۲۰۱۹ | جایزه بزرگ (دسانگ)                          | استاد در خانه                                          | نامزدشده | [ ۵۷ ] [ ۵۸ ]               |
| جوایز سرگرمی اس‌بی‌اس             | ۲۰۱۹ | جایزه بهترین کار گروهی                      | استاد در خانه                                          | برنده    | [ ۵۷ ] [ ۵۸ ]               |
| جوایز سرگرمی اس‌بی‌اس             | ۲۰۱۹ | جایزه تهیه‌کننده                             | استاد در خانه, جنگل کوچک                               | برنده    | [ ۵۷ ] [ ۵۸ ]               |
| جوایز سرگرمی اس‌بی‌اس             | ۲۰۲۰ | جایزه بزرگ (دسانگ)                          | استاد در خانه                                          | نامزدشده | [ ۵۹ ]                      |
| جوایز سرگرمی اس‌بی‌اس             | ۲۰۲۰ | جایزه هات استار – اوتی‌تی کانتنت کتگوری      | استاد در خانه                                          | برنده    | [ ۶۰ ]                      |
| جوایز سرگرمی اس‌بی‌اس             | ۲۰۲۱ | انترتینر سال                                | استاد در خانه, Loud, تیم آپ ۰۷۲                        | برنده    | [ ۶۱ ] [ ۶۲ ] [ ۶۳ ]        |
| جوایز سرگرمی اس‌بی‌اس             | ۲۰۲۱ | بهترین کار تیمی                             | استاد در خانه                                          | برنده    | [ ۶۱ ] [ ۶۲ ] [ ۶۳ ]        |
| جوایز سرگرمی اس‌بی‌اس             | ۲۰۲۱ | جایزه تهیه‌کننده                             | استاد در خانه، Loud                                    | برنده    | [ ۶۱ ] [ ۶۲ ] [ ۶۳ ]        |
| جوایز بین‌المللی درامای سئول     | ۲۰۱۰ | جایزه بازیگر برگزیده محبوب مردم             | میراث درخشان                                           | برنده    | [ ۶۴ ]                      |
| جوایز بین‌المللی درامای سئول     | ۲۰۱۲ | بازیگر مرد کره‌ای برجسته                     | پادشاه دو دل                                           | نامزدشده |                             |
| جوایز درامای کی بی اس           | ۲۰۲۲ | جایزه بزرگ دسانگ                            | کافه حقوق                                              | برنده    |                             |

## سایر افتخارات
| سال  | مراسم جوایز                             | دسته                               | نتیجه | منبع   |
| ---- | --------------------------------------- | ---------------------------------- | ----- | ------ |
| ۲۰۰۹ | جوایز تبلیغ‌کنندهٔ کره                    | مدل سال                            | برنده | [ ۶۵ ] |
| ۲۰۱۰ | وزارت فرهنگ، ورزش و جهانگردی کره جنوبی  | جایزه شایستگی هالیو                | برنده | [ ۶۶ ] |
| ۲۰۱۱ | روز پس‌انداز                             | تقدیرنامه رئیس‌جمهور                | برنده | [ ۶۷ ] |
| ۲۰۱۴ | پنجمین جایزهٔ فرهنگ و هنرهای مردمی کره‌ای | تقدیر وزارت فرهنگ، ورزش و جهانگردی | برنده | [ ۶۸ ] |
| ۲۰۱۸ | جوایز داوطلبانهٔ اشتراک گذاری کره        | خدمات داوطلبانه و بشردوست          | برنده | [ ۶۹ ] |
| ۲۰۲۰ | برند دسانگ سال                          | جایزه مالتی-انترتینر مرد سال       | برنده | [ ۷۰ ] |
| ۲۰۲۱ | جوایز وفاداری مشتری با برند ۲۰۲۱        | وکال مرد                           | برنده | [ ۷۱ ] |

### فهرست‌ها
| ناشر  | سال  | فهرست               | جایگاه      | منبع   |
| ----- | ---- | ------------------- | ----------- | ------ |
| فوربز | ۲۰۱۰ | سلبریتی قدرتمند کره | هفتم        | [ ۷۲ ] |
| فوربز | ۲۰۱۱ | سلبریتی قدرتمند کره | چهارم       | [ ۷۳ ] |
| فوربز | ۲۰۱۲ | سلبریتی قدرتمند کره | ششم         | [ ۷۴ ] |
| فوربز | ۲۰۱۳ | سلبریتی قدرتمند کره | یازدهم      | [ ۷۵ ] |
| فوربز | ۲۰۱۴ | سلبریتی قدرتمند کره | چهاردهم     | [ ۷۶ ] |
| فوربز | ۲۰۱۵ | سلبریتی قدرتمند کره | ششم         | [ ۷۷ ] |
| فوربز | ۲۰۱۸ | سلبریتی قدرتمند کره | سی و سوم    | [ ۷۸ ] |
| فوربز | ۲۰۱۹ | سلبریتی قدرتمند کره | بیست و پنجم | [ ۷۹ ] |
| فوربز | ۲۰۲۰ | سلبریتی قدرتمند کره | بیست و یکم  | [ ۸۰ ] |
| فوربز | ۲۰۲۱ | سلبریتی قدرتمند کره | سی‌ام        | [ ۸۱ ] |